# Sijezen
Sijazan (azer. Siyəzən) je grad i rejon u Azerbejdžanu. Većinu stanovništva čine Tati koji su kakvaski Persijanci i govore dijelekat persijskog zvan Tati. Reč to jest naziv Sijazan (Siyazan) je povezana sa persijskom rečju سياه Siyah (crn).